# Molinillo de especias

Detalle del molinillo de granos de pimienta negra.

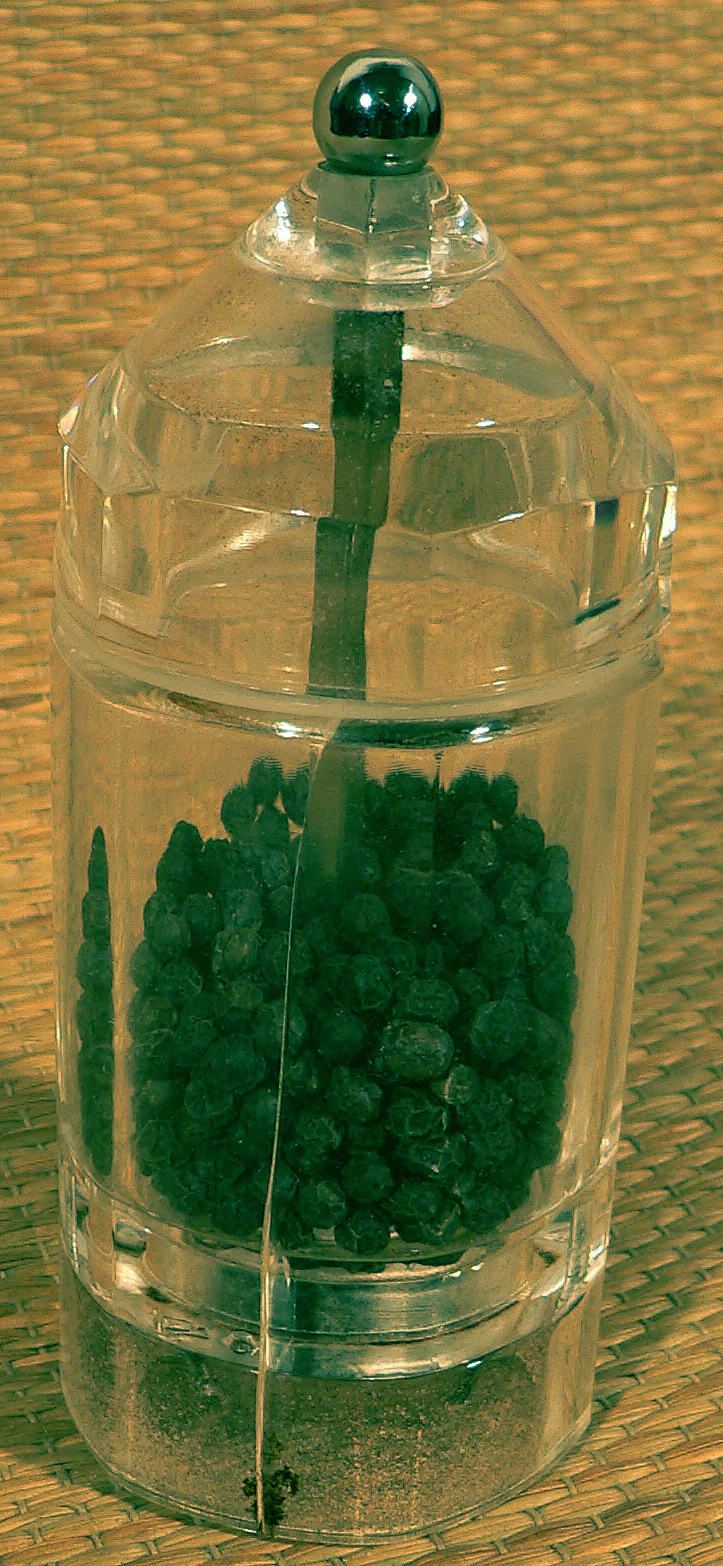
Ejemplo de Molinillo.

El molinillo de especias es un instrumento de la cocina elaborado de madera con forma de molino, empleado también en la mesa de los comensales, empleado para desmenuzar y repartir algunas especias en los platos. Se emplea frecuentemente con aquellas especias en forma de baya, tales como la pimienta negra, aunque se puede ver para moler sal común. En la cocina italiana suele ponerse junto con los comensales, para que aliñen al gusto ensaladas, carnes, etc. 

## El funcionamiento
El tamaño de este tipo de molinillo depende de los usos, pero suele estar entre los 15 y 20 centímetros de longitud. Existen algunos casos de medio metro. El funcionamiento en todos los casos es similar, un eje central impulsado por una rosca superior, transmite un giro a un desmenuzador con forma de rueda dentada. El desmenuzador se va encontrando con los granos de las especias contenidas en el recipiente y las muele.
El empleo de este molinillo acompasa con el movimiento necesario para la buena distribución de las especias en los platos, por esta razón se aconseja su uso en la cocina.

## Las especias
Se ha encontrado útil el uso de este instrumento con las siguientes especias:
| - Anís - Curcuma - Curry - Eneldo - Coriandro - Estragón - Hinojo - Jengibre - Ajo | - Comino - Laurel - Macis - Nuez moscada - Clavo de olor - Orégano - Pimentón - Pimiento - Cebollino | - Pimienta negra - Pimienta blanca - Semillas de mostaza - Anís estrellado - Tomillo - Vainilla - Junípero - Canela |

## Ventajas de su uso
Las ventajas de este instrumento son claras: mantener lo más preservado posible el aroma de las especias. Cuando se muele una especia ésta empieza a perder sabor y aroma, y es por esta razón el molinillo no sólo permite desmenuzar las especias, sino que cumple la misión de recipiente, protegiendo de la luz y del calor.